# Eiza González
 (octobre 2013).
Si vous disposez d'ouvrages ou d'articles de référence ou si vous connaissez des sites web de qualité traitant du thème abordé ici, merci de compléter l'article en donnant les références utiles à sa vérifiabilité et en les liant à la section « Notes et références ».
Eiza González, née Eiza González Reyna le 30 janvier 1990 à Mexico, est une actrice, chanteuse et mannequin Mexicaine.
Elle est notamment connue pour son rôle de Dolores Valente dans la série Lola, érase una vez, l'adaptation de la télénovela argentine Floricienta, ainsi que pour le rôle de Clara Molina/Roxy-Pop dans la série de Nickelodeon Sueña conmigo.

## Biographie

### Jeunesse et études
Eiza González Reyna est la fille du top-modèle Glenda Reyna. Elle a douze ans quand son père meurt dans un accident de voiture.
Elle étudie le théâtre au studio M&M, une école de théâtre de Mexico dirigée par l'actrice Patricia Reyes Spindola. À quatorze ans, elle intègre une école d'art dramatique de Televisa. Pendant ses études, elle est d'abord repérée par le producteur et réalisateur Pedro Damian, connu pour son succès au sein du groupe de pop latine RBD. Pour faire la promotion du spectacle, elle part en tournée à travers le Mexique pour interpréter ses chansons du spectacle. Elle déménage brièvement avec sa mère à New York pour suivre pendant trois mois les cours du Lee Strasberg Theatre and Film Institute au printemps 2008. Elle retourne à Mexico au début de l'automne de cette même année.

### Carrière d'actrice
En 2008, elle prête sa voix au personnage de Jessica dans le film Horton[réf. nécessaire]. Elle joue aussi dans la télénovela Amor sin maquillaje. En 2009, elle joue dans la série mexicaine Killer Women. En 2010, elle est la protagoniste de la télénovela pour la jeunesse Sueña conmigo sur Nickelodeon.
En juin et juillet 2011, elle prend part aux castings de la nouvelle série télévisée Miss XV à Mexico. Elle auditionne pour l'un des deux rôles principaux. Les producteurs l'estiment toutefois trop âgée pour le rôle. En mai 2012, elle est sélectionnée pour jouer le rôle de Nicole Brizz Balvanera dans la télénovela Amores Verdaderos. C'est son premier rôle majeur dans une télénovela. Le tournage démarre le 23 juillet 2012 pour s'achever en mai 2013. Le producteur mexicain Pedro Torres la choisit pour jouer le rôle de Sofia Lopez-Haro dans le remake mexicain de #Gossip Girl. Il s'agit du rôle principal joué par Serena Van Der Woodsen dans cette série télévisée américaine à succès. Elle refuse en raison des horaires de tournage rigoureux d'Amores Verdaderos.
En 2019, elle passe des essais pour interpréter le rôle de Selina Kyle / Catwoman dans le film de The Batman (2022), mais c'est Zoë Kravitz qui obtient le rôle.

## Carrière musicale

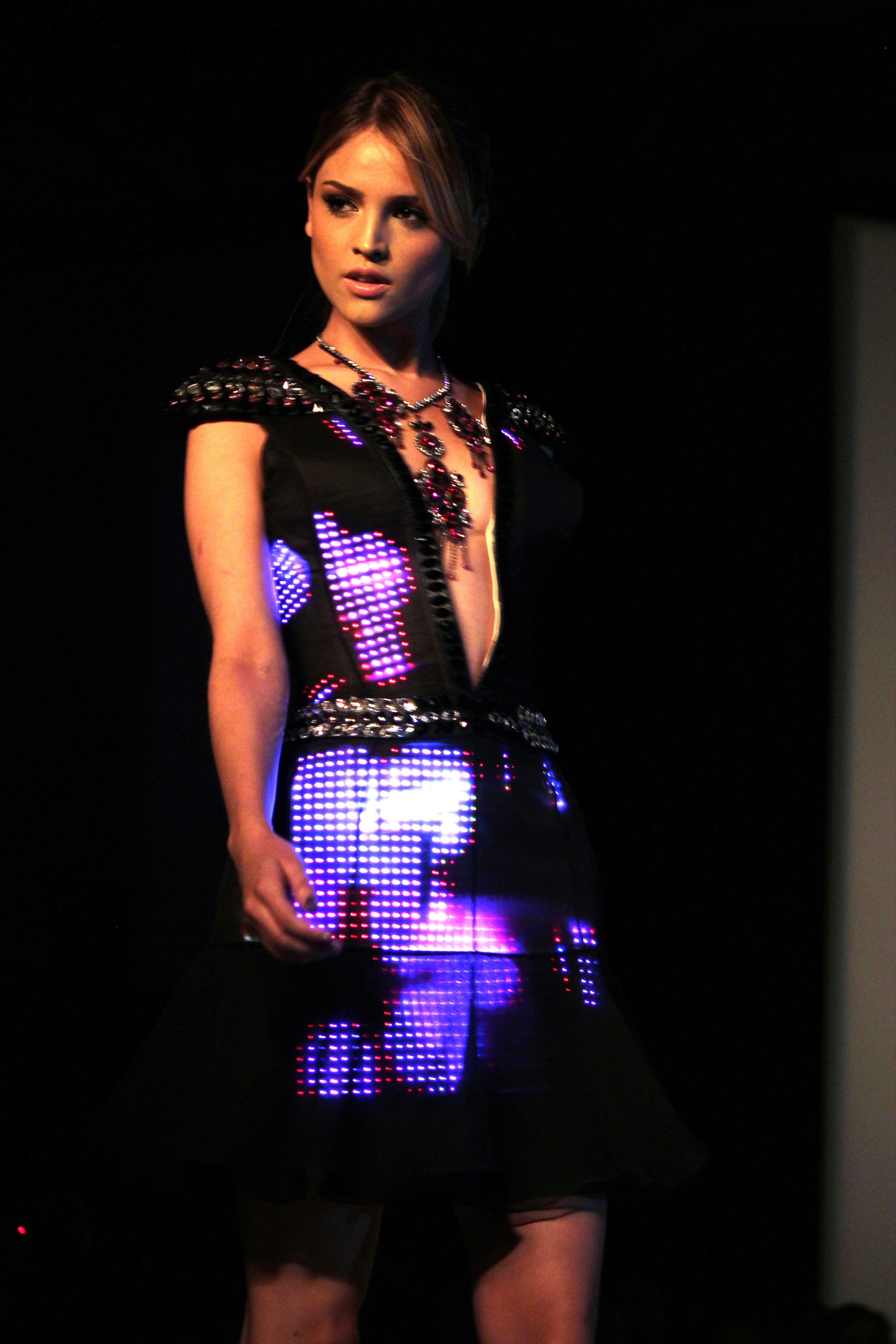
Eiza González en 2013.

Après le succès de sa première performance dans Lola… Érase una vez, elle signe un accord avec EMI Televisa pour enregistrer son propre album en tant qu'artiste à la fin de 2008.
La pré-production et l'enregistrement de son premier album, González, Contracorriente (à contre-courant), commencent à l'automne 2008. Il est enregistré au Texas, à Los Angeles et à Mexico. L'album sort au Mexique le 24 novembre 2009 et aux États-Unis le 26 janvier 2010. L'album unique, Mi Destino Soy Yo, est publié au Mexique, le 20 octobre 2009. Afin de promouvoir le single, Eiza González chante dans des festivals de musique et des concerts télévisés à travers le Mexique.
En juin 2011, elle déclare qu'elle souhaite se concentrer sur la production et l'enregistrement de son deuxième album solo. Elle révèle aussi qu'elle compte passer le reste de l'année à travailler la musique et qu'elle ne retournera pas au cinéma ou à la télévision tant que l'album n'est pas achevé. Elle termine la production de son deuxième album durant les premiers mois de 2012. L'album est enregistré à Mexico, au Texas, et en République dominicaine. Le premier single Te Acordaras de mi est disponible en téléchargement numérique sur iTunes le 16 avril 2012 au Mexique et le 22 mai 2012 aux États-Unis. Cette chanson est coécrite par Eiza González, Alejandra Alberti et Carlos Lara à Mexico. L'album complet est disponible le 12 juin 2012 à Mexico en format physique et numérique. Il est disponible sur iTunes aux États-Unis ce même jour. L'album contient douze chansons, dont trois coécrites par Eiza González.
Te Acordaras de mi fait ses débuts à la 66e place dans les charts au Mexique. Invisible, le deuxième single, passe pour la première fois à la radio au Mexique le 1er août 2012.
En février 2013, Eiza González confirme vouloir rééditer ce deuxième album, dont elle va reprendre la promotion, une fois le tournage et la promotion de Amores verdaderos achevés, à la fin du printemps.

### Vie privée
Elle a été en couple avec Timothée Chalamet, le couple se sépare en décembre 2020.

## Filmographie

### Cinéma
- 2014 : Casi treinta d'Alejandro Sugich :

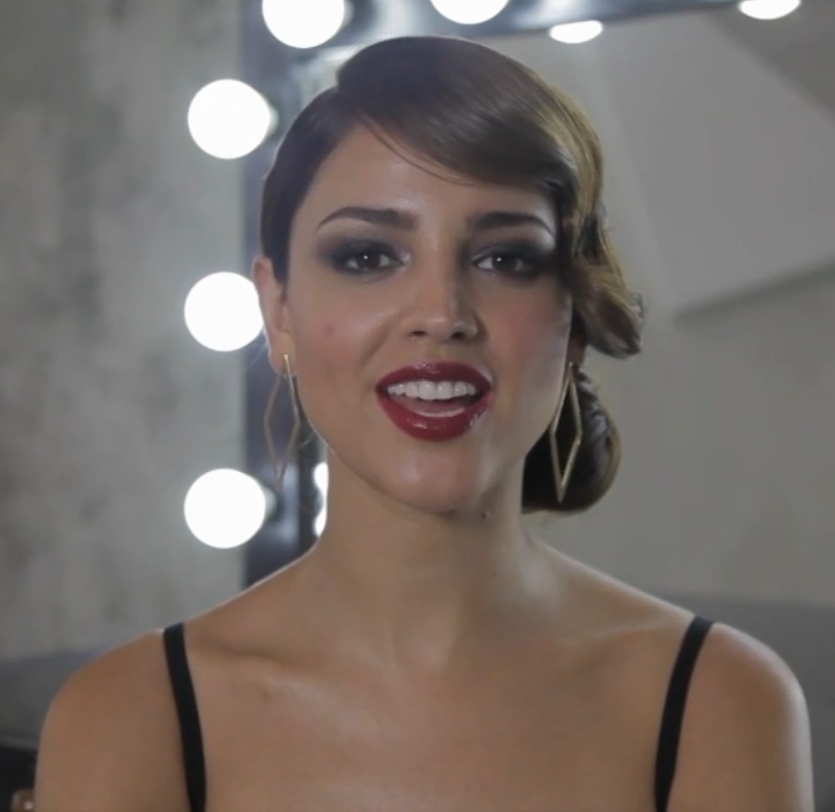
Eiza González en 2014.

- 2016 : Jem et les Hologrammes (Jem and the Holograms) de Jon M. Chu : Jetta
- 2017 : Baby Driver d'Edgar Wright : Darling
- 2018 : Bienvenue à Marwen (Welcome to Marwen) de Robert Zemeckis : Caralala
- 2019 : Alita: Battle Angel de Robert Rodriguez : Nyssiana
- 2019 : Fast and Furious: Hobbs and Shaw de David Leitch : Margarita
- 2019 : Paradise Hills d'Alice Waddington : Amarna
- 2019 : She's Missing d'Alexandra McGuinness : Jane
- 2020 : Bloodshot de Dave Wilson : KT
- 2020 : Cut Throat City de RZA : Lucinda Valencia
- 2021 : Godzilla vs Kong d'Adam Wingard : Maia Simmons
- 2021 : I Care a Lot de J Blakeson : Fran
- 2021 : Spirit : L'Indomptable (Spirit Untamed) d'Elaine Bogan : Milagro Navarro-Prescott (voix)
- 2021 : Love Spreads de Jamie Adams : Patricia
- 2022 : Ambulance de Michael Bay : Camille "Cam" Thompson
- 2024 : Le Ministère de la Sale Guerre (The Ministry of Ungentlemanly Warfare) de Guy Ritchie : Marjorie Stewart
- 2025 : Ash de Flying Lotus : Riya
- 2025 : Fountain of Youth de Guy Ritchie
- Date sujette à modification : In the Grey de Guy Ritchie

### Télévision

#### Séries télévisées
- 2007 : Lola, érase una vez : Dolores "Lola" Valente
- 2008 : Plaza Sésamo : Lola
- 2009 : Killer Women (Mujeres asesinas) : Gabriela Ortega
- 2010 - 2011 : Sueña conmigo : Clara Molina / Roxy Pop
- 2012 - 2013 : Amores verdaderos : Nicole Brizz
- 2014 - 2016 : Une nuit en enfer, la série (From Dusk till Dawn: The Series) : Santanico Pandemonium
- 2024 : Mr. et Mrs. Smith : Jane
- 2024 : Le Problème à trois corps (3 Body Problem) : Augustina "Auggie" Salazar

## Distinctions
- 2007 : nomination aux Premios Oye! comme Artista Revelacion.
- 2011 : nominations aux Kids Choice Awards México, Kids Choice Awards Argentina, Meus Premios Nick, comme Personaje Femenino Favorito de una Serie, Mejor actriz, Cabello Maluco.
- 2012 : nominations aux Premios Juventud comme Quiero Vestir Como Ella, et aux Premios Celebrity E! comme Celebridad del Año.
- 2013 : nominations aux Premios Juventud comme Chica Que Me Quita El Sueño, et aux MTV Millennial Awards comme Bizcocho del Año.

## Voix françaises
En France, Claire Morin est la voix régulière d'Eiza González.
| - Claire Morin dans : - Baby Driver - Bienvenue à Marwen - Alita: Battle Angel - Paradise Hills - Bloodshot - Cut Throat City - Godzilla vs Kong - Ambulance - Extrapolations (série télévisée) - Le Problème à trois corps (série télévisée) - Fountain of Youth | - Aurélie Konaté dans : - Spirit : L'Indomptable (voix) - Ash Et aussi - Charlotte Correa dans Fast and Furious: Hobbs and Shaw - Angèle Humeau dans I Care a Lot - Elisabeth Ventura dans Le Ministère de la Sale Guerre |